# Повіт Іґу
Пові́т І́ґу (яп. 伊具郡, いぐぐん, МФА: [igu guɴ]) — повіт в Японії, в префектурі Міяґі.